# Karşıyaka, Pütürge
Karşıyaka là một xã thuộc huyện Pütürge, tỉnh Malatya, Thổ Nhĩ Kỳ. Dân số thời điểm năm 2011 là 152 người.